# 結城モイラ
結城 モイラ（ゆうき モイラ　5月22日 - ）は、日本の占い研究家。東京都中野区出身。白百合女子大学国文学科卒業。身長161cm（1982年当時）。

## 経歴
祖父がロシア人。12歳の頃からその祖父より西洋手相術・占星術の手ほどきを受け、その後タロット、お呪い（おまじない）、パワーストーンなどの占いにも手を広げる。またジュエリー・アートフラワーのプロデュース、メイクアーチスト、童話作家、エッセイストと幅広く活躍する。文化放送「吉田照美のてるてるワイド」内で一コーナー「青春白書」を担当、その他「3時にあいましょう」、「モーニングジャンボ奥さま8時半です」（以上TBS）、「リビング11」（フジテレビ）にも出演していた。
芸名はギリシア神話の運命の女神モイラから付けられた。名付け親は作家遠藤周作である。
趣味はジャズを聴くことと歌うこと、宝塚歌劇観劇（1982年当時公表していたプロフィールによる）。弟がいる。
長らく東京の自宅と北海道ニセコ町の別荘の二拠点生活を営んでおり、FMニセコ放送でラジオ番組を持っていたこともある。2010年代以降、完全にニセコ町に移住している。

## 著書
- 結城モイラの願いがかなうおまじない （2013年、小学館） ISBN 4092205821
- 結城モイラのドキドキ心理テスト （2014年、小学館） ISBN 409220583X
  - 監修『チャーミーぷっぷ ダビデにお願い！』(高瀬直子著、小学館の学年別学習雑誌1990年の小学4年生のまんが)ISBN 978-4091043153